# Воробйовський (Новосибірська область)
Воробйовський (рос. Воробьёвский) — селище у Новосибірському районі Новосибірської області Російської Федерації.
Входить до складу муніципального утворення Кудряшовська сільрада. Населення становить 19 осіб (2010).

## Історія
Згідно із законом від 2 червня 2004 року органом місцевого самоврядування є Кудряшовська сільрада. У селищі за даними на 2007 рік відсутня соціальна інфраструктура.

## Населення
| 2002 | 2007 | 2010 |
| ---- | ---- | ---- |
| 13   | ↘11  | ↗19  |